# Herb Dokszyc

Herb Dokszyc

Herb Dokszyc − jeden z oficjalnych symboli Dokszyc.
Herb przedstawia w polu zielonym dwa czarne wzgórza, na których znajdują się czerwone dzbany, z których tryskają srebrne strumienie wody.
Po raz pierwszy herb został wprowadzony 22 stycznia 1796 roku, a przez władze obecnej Białorusi został oficjalnie przyjęty dekretem prezydenckim nr 36 z 29 maja 2006 roku ws. "przyjęcia oficjalnych symboli heraldycznych dla jednostek administracyjnych i terytorialnych obwodu witebskiego".